# Анелін (Пулавський повіт)
Анелін (пол. Anielin) — село в Польщі, у гміні Пулави Пулавського повіту Люблінського воєводства.
Населення — 115 осіб (2011).
У 1975—1998 роках село належало до Люблінського воєводства.

## Демографія
Демографічна структура станом на 31 березня 2011 року:
|          | Загалом | Допрацездатний вік | Працездатний вік | Постпрацездатний вік |
| -------- | ------- | ------------------ | ---------------- | -------------------- |
| Чоловіки | 58      | 17                 | 35               | 6                    |
| Жінки    | 57      | 13                 | 36               | 8                    |
| Разом    | 115     | 30                 | 71               | 14                   |